# Lucio Emilio Mamercino (console 366 a.C.)
Lucio Emilio Mamercino (fl. IV secolo a.C.) è stato un politico e militare romano del IV secolo a.C.

## Tribunato consolare
Nel 377 a.C. fu eletto tribuno consolare con Gaio Veturio Crasso Cicurino, Lucio Quinzio Cincinnato Capitolino, Publio Valerio Potito Publicola, Servio Sulpicio Pretestato, Gaio Quinzio Cincinnato.
Durante il tribunato Roma dovette far fronte alla solita minaccia dei Volsci, cui questa volta si erano uniti i Latini.
Organizzata la leva, l'esercito fu diviso in tre parti, uno a difesa della città, una a difesa della campagna romana, e il grosso fu inviato a combattere i nemici, agli ordini di Lucio Emilio e Publio Valerio.
Lo scontro campale si svolse nei pressi di Satricum e fu favorevole ai Romani, nonostante la forte resistenza dei Latini, che dai Romani avevano adottato le tecniche di battaglia. Mentre i Volsci si ritirarono ad Anzio, dove trattarono la resa, consegnando la città e le sue campagne ai Romani, i Latini diedero fuoco a Satrico, e attaccarono Tusculum, secondo loro doppiamente colpevole, perché città latina che aveva ottenuto la cittadinanza romana.
Mentre i Latini occupavano la città, i Tuscolani si ritirarono nella rocca, e inviarono una richiesta d'aiuto ai Romani. Questi inviarono immediati rinforzi agli ordini di Lucio Quinzio e Servio Sulpicio, riuscendo a sconfiggere i Latini e a liberare la città alleata.

## Primo consolato
Nel 366 a.C. fu eletto console con il collega Lucio Sestio Laterano, primo plebeo eletto a questa magistratura, grazie alle Leges Liciniae Sextiae, approvate l'anno precedente.
Il consolato, tranquillo dal punto di vista militare, nonostante il timore di un ritorno dei Galli sconfitti l'anno prima, fu contrassegnato dalle lotte politiche tra plebei e patrizi, per le elezioni dei pretori e degli edili.

## Secondo consolato
Nel 363 a.C. fu eletto console con il collega Gneo Genucio Aventinense.
Per provare a sconfiggere la peste, che imperversava a Roma da tre anni, il Senato nominò dittatore Lucio Manlio Capitolino Imperioso.

### Fonti primarie
- Tito Livio, Ab Urbe condita libri, Libri VI e VII.